# ديك ميسنر
ديك ميسنر هو لاعب هوكي الجليد كندي، ولد في 6 يناير 1940 في كيندرسلاي في كندا.

## وصلات خارجية
- ديك ميسنر على موقع دوري الهوكي الوطني (الإنجليزية)
- ديك ميسنر على موقع قاعة مشاهير الهوكي (لاعب أن.إتش.أل) (الإنجليزية)
- ديك ميسنر على موقع EliteProspects.com (الإنجليزية)
- ديك ميسنر على موقع HockeyDB.com (الإنجليزية)
- ديك ميسنر على موقع Hockey-Reference.com (الإنجليزية)